# Dorothy Tyler-Odam
Dorothy Tyler-Odam, född Odam 14 mars 1920 i Stockwell i London, död 25 september 2014 i Suffolk, var en brittisk friidrottare.
Hon blev olympisk silvermedaljör i höjdhopp vid sommarspelen 1936 i Berlin och vid sommarspelen 1948 i London.